# Freshfields Bruckhaus Deringer
Freshfields Bruckhaus Deringer (normalmente referido como Freshfields) é um dos maiores escritórios de advocacia do mundo, com filiais na Europa, Estados Unidos, Oriente Médio e Ásia. Em 2006 foi considerado o quarto maior escritório do mundo em receita. Foi criado em 1 de agosto de 2000 por meio da fusão de três partes: Freshfields, Deringer Tessin Herrmann & Sedemund e Bruckhaus Westrick Heller Löber.